# Ride It
Singles de Jay Sean
Stolen
(2004) Maybe
(2008)
Ride It est une chanson du chanteur anglais Jay Sean parue sur son deuxième album My Own Way. Elle est sortie le 21 janvier 2008 au Royaume-Uni en tant que premier single de l'album. Elle est écrite par Jay Sean et Alan Sampson. La chanson s'est classée dans le top 20 au Royaume-Uni, atteignant la 11e place du Singles Chart britannique. Une version en hindi a également été incluse dans la version indienne de l'album My Own Way.
En 2019, une version remixée du disc-jockey kosovar Regard est sortie. Cette version se classe dans les classements de divers pays et atteint notamment la première place en Irlande et la deuxième place au Royaume-Uni.

## Classements et certifications
| Classement (2008)              | Meilleure position |
| ------------------------------ | ------------------ |
| Écosse (OCC)                   | 10                 |
| Europe (Hot 100)               | 41                 |
| Hongrie (Single Top 40)        | 27                 |
| Royaume-Uni (UK Singles Chart) | 11                 |
| Royaume-Uni (UK R&B Chart)     | 1                  |
| Russie (Tophit)                | 4                  |

| Classement (2008)           | Position |
| --------------------------- | -------- |
| CEI (Tophit)                | 3        |
| Roumanie (Romanian Top 100) | 3        |

### Certifications
| Région                                                                     | Certification | Ventes/Streams |
| -------------------------------------------------------------------------- | ------------- | -------------- |
| Royaume-Uni (BPI)                                                          | Argent        | 200 000‡       |
| xNon précisé par la certification ‡ventes/streaming selon la certification |               |                |

## Version de Regard
Singles de Regard
Good Vibes
(2019) Secrets
(2020)
Le disc jockey kosovar Regard a officiellement sorti son remix de la chanson Ride It dans une version house le 26 juillet 2019, bien que des versions antérieures du remix soient disponibles dès 2017. Peu après sa sortie, la chanson est devenue une sensation virale sur l'application TikTok, avec plus de quatre millions de clips publiés par des personnes utilisant des extraits de la chanson sur l'application. En raison du succès soudain de la chanson, Regard signe par la suite au label Ministry of Sound.
La chanson a obtenu un succès international, atteignant la première place en Irlande et au Mexique, la deuxième place au Royaume-Uni et a culminé dans le top 20 dans divers autres pays européens et océaniens. Il a été certifié argent par le BPI. Le remix utilise la voix originale mais dans une tonalité plus basse. À ce jour, la chanson a été écoutée plus de 500 millions de fois sur Spotify.

### Performances en public
Regard a interprété la chanson avec Jay Sean au concert Jingle Bell Ball 2019 organisé par la station de radio britannique Capital FM (en) à l'O2 Arena de Londres le 7 décembre 2019.

### Classements et certifications
| Classement (2019-20)                    | Meilleure position |
| --------------------------------------- | ------------------ |
| Allemagne (GfK Entertainment)           | 4                  |
| Australie (ARIA)                        | 3                  |
| Australie (ARIA Dance)                  | 1                  |
| Autriche (Ö3 Austria Top 40)            | 5                  |
| Belgique (Flandre Ultratop 50 Singles)  | 2                  |
| Belgique (Wallonie Ultratop 50 Singles) | 3                  |
| Canada (Hot 100)                        | 29                 |
| Canada (Adult Contemporary)             | 46                 |
| Canada (CHR/Top 40)                     | 26                 |
| Canada (Hot AC)                         | 38                 |
| Colombie (National-Report)              | 95                 |
| Croatie (HRT)                           | 2                  |
| Danemark (Tracklisten)                  | 6                  |
| Écosse (OCC)                            | 2                  |
| Espagne (PROMUSICAE)                    | 94                 |
| États-Unis (Hot 100)                    | 62                 |
| États-Unis (Hot Dance/Electronic Songs) | 3                  |
| États-Unis (Pop Airplay)                | 17                 |
| Finlande (Suomen virallinen lista)      | 6                  |
| France (SNEP)                           | 13                 |
| France (SNEP Ventes)                    | 2                  |
| Grèce (IFPI)                            | 9                  |
| Hongrie (Dance Top 40)                  | 2                  |
| Hongrie (Rádiós Top 40)                 | 2                  |
| Hongrie (Single Top 40)                 | 3                  |
| Hongrie (Stream Top 40)                 | 12                 |
| Irlande (Irish Singles Chart)           | 1                  |
| Italie (FIMI)                           | 50                 |
| Lettonie (LAIPA)                        | 5                  |
| Lituanie (AGATA)                        | 7                  |
| Luxembourg (Digital Songs)              | 2                  |
| Mexique (Mexico Airplay)                | 6                  |
| Mexique (Mexico Inglés Airplay)         | 1                  |
| Pays-Bas (Nederlandse Top 40)           | 6                  |
| Pays-Bas (Single Top 100)               | 9                  |
| Nouvelle-Zélande (RMNZ)                 | 8                  |
| Norvège (VG-lista)                      | 23                 |
| Pologne (ZPAV)                          | 2                  |
| Portugal (AFP)                          | 52                 |
| Royaume-Uni (UK Singles Chart)          | 2                  |
| Royaume-Uni (UK Dance Chart)            | 1                  |
| Russie (Tophit)                         | 4                  |
| Slovaquie (IFPI Rádio)                  | 1                  |
| Slovaquie (IFPI Singles Digitál)        | 6                  |
| Slovénie (SloTop50)                     | 1                  |
| Suède (Sverigetopplistan)               | 25                 |
| Suisse (Schweizer Hitparade)            | 2                  |
| Tchéquie (IFPI Rádio)                   | 1                  |
| Tchéquie (IFPI Singles Digitál)         | 8                  |
| Ukraine (Tophit)                        | 95                 |

| Classement (2019)                       | Position |
| --------------------------------------- | -------- |
| Allemagne (GfK Entertainment)           | 74       |
| Australie (ARIA)                        | 49       |
| Belgique (Flandre Ultratop)             | 51       |
| Danemark (Tracklisten)                  | 56       |
| États-Unis (Hot Dance/Electronic Songs) | 22       |
| Hongrie (Single Top 40)                 | 96       |
| Irlande (IRMA)                          | 31       |
| Lettonie (LAIPA)                        | 61       |
| Pays-Bas (Nederlandse Top 40)           | 71       |
| Pays-Bas (Single Top 100)               | 96       |
| Pologne (ZPAV)                          | 68       |
| Royaume-Uni (UK Singles Chart)          | 38       |
| Suisse (Schweizer Hitparade)            | 63       |

#### Certifications
| Région | Certification | Ventes/Streams |
| --- | ------------- | -------------- |
| Australie (ARIA) | 4 × Platine   | 280 000^       |
| Autriche (IFPI) | Or            | 15 000x        |
| Belgique (BEA) | Platine       | 40 000*        |
| Canada (Music Canada) | Platine       | 160 000^       |
| Danemark (IFPI) | Platine       | 90 000^        |
| France (SNEP) | Diamant       | 333 333*       |
| Italie (FIMI) | Or            | 35 000‡        |
| Mexique (AMPFV) | 2 × Platine   | 150 000^       |
| Nouvelle-Zélande (RMNZ) | Platine       | 30 000*        |
| Pologne (ZPAV) | 2 × Platine   | 40 000*        |
| Portugal (AFP) | Or            | 10 000x        |
| Royaume-Uni (BPI) | Platine       | 600 000‡       |
| *Ventes selon la certification ^Mise en rayon selon la certification xNon précisé par la certification ‡ventes/streaming selon la certification |               |                |